# Fredrik Broman
Fredrik Broman, född 1971 i Överkalix, är en svensk fotograf och författare. Broman fotograferar i huvudsak natur, kultur och aktiviteter på Nordkalotten och i Östafrika. Han har gett ut boken På savannen (Natur & Kultur 2002). Förutom den fotografiska verksamheten har han 2013 grundat Aurora Safari Camp I Lassbyn, Råneå Älvdal. Världens första glampsite i den arktiska delen av världen. Även Lodgen The Outpost, öppnade 2019 i Mårdsel samma älvdal.